# Demostenes (strateg)
Demostenes (stgr. Δημοσθένης; zm. 413 p.n.e.) – ateński strateg i dowódca.
Odznaczył się w wielu bitwach podczas wojny peloponeskiej. Wysłany z posiłkami dla Nikiasza oblegającego Syrakuzy w czasie wyprawy sycylijskiej, został w 413 p.n.e. pokonany, wzięty do niewoli i zabity przez Syrakuzan.